# Beata Zielińska (technolog chemiczna)
Beata Zielińska – polska inżynier, doktor habilitowany nauk technicznych.

## Życiorys
W 1998 r. ukończyła studia technologii chemicznej w Politechnice Szczecińskiej, w 2003 r. obroniła pracę doktorską pt. Badanie fotokatalitycznego usuwania barwników organicznych z wody z użyciem zawiesiny TiO2, której promotorem był prof. Antoni Morawski, w 2016 r. habilitowała się na podstawie pracy zatytułowanej Badania nad metodami otrzymywania i właściwościami materiałów używanych jako fotokatalizatory.
Pracuje w Zachodniopomorskim Uniwersytecie Technologicznym w Szczecinie.